# Skærver
|  | en skærv er et slangudtryk for penge, eksempelvis "Giv en skærv til en hjemløs". Denne artikel omhandler stenproduktet skærver. |
Skærver er som regel sten der er knust eller sprængt i stykker, så der er skarpe kanter og rette brudflader.

## Fabrikation
Mange steder er forskellen på sten og skærver altså, at sten er siet fra i en grusgrav, mens skærver er sprængt ud i et stenbrud. Dette er dog kun at betragte som en tommelfingerregel, da de største sten fra grusgravene eller sten opsamlet på marker eller fra havbunden visse steder knuses til skærver. Det sker maskinelt ved brug af en skærveknuser.

## Anvendelse
Skærver finder anvendelse mange steder, især som et underlag for veje og jernbaner og ved husbygning. Et skærvelag virker drænende. Et skærvelag kan også anvendes dekorativt i f.eks. haver og parker.
Som vejunderlag bruges også ofte 0/32 eller 0/80 (forklaret nedenfor). Disse størrelser kan ofte erstattes af genbrugsballast (knust tegl/beton) eller genbrugsstabil (knust beton/asfalt), hvorved der spares på naturlige råmaterialer, og affaldet udnyttes til gavn for miljøet.

## Kornstørrelse
I fagsproget opdeles skærver efter kornstørrelsen. Mange steder deles i følgende kategorier, men visse stenbrud har andre opdelinger.
Kornstørrelsen angives som "mindste størrelse / største størrelse" målt i millimeter. Skråstegen udtales ikke, så 8/11-skærver kalder man "otte elleve skærver".
- 0/2 eller 0/3 (stenmel)
- 2/5
- 5/8 (typisk den mindste pyntestørrelse til indkørsler eller bede)
- 8/11 eller 8/16 (størrelser fra 8 til 16 mm er almindelige til vejbelægning)
- 11/16
- 16/32
- 32/50 eller 32/64 (kaldes ofte jernbaneskærver eller Banedanmark-skærver, fordi det er dem, der bliver brugt som ballast under svellerne)

Massefylden for skærver ligger normalt mellem 1,2 og 1,8, svarende til en rumvægt mellem 1200 og 1.800 kg/m³).
I mange situationer bruges en blanding der indeholder alle materialestørrelser fra 0 til en given størrelse, typisk bruges 0/4, 0/8, 0/16 og 0/32. Massefylden for disse materialer er større, idet de fine korn udfylder en del af de tomrum der ellers ville fremkomme i massen. Visse kategorier er blot siet fra direkte, mens andre specifikt er blandet med en bestemt procentdel fine, mellem og grove enheder. Visse steder bruges produktbetegnelserne -grus om råt materiale og -mix om specialblandet materiale.
| Geologi | Spire Denne artikel om geologi er en spire som bør udbygges. Du er velkommen til at hjælpe Wikipedia ved at udvide den. |